# Tratatul asupra promovării raporturilor economice între Regatul României și Germania – 1939
Tratatul asupra promovării raporturilor economice între Regatul României și Reich-ul German – 1939 a fost un tratat economic bilateral destinat să amplifice dezvoltarea și colaborarea "în urmărirea țelurilor lor pacifice." Tratatul urma să extindă, inter alia, aspectele "livrării de armament și echipament pentru armata, marina, aviația română și industria de armament". Tratatul a fost semnat la 23 martie 1939 de Ion Bujoiu și Grigore Gafencu, din partea  României. Din partea Germaniei au semnat tratatul Wilhelm Fabricius și Helmuth Wohlthat.
De facto (în realitate) acest tratat însemna o subordonare/dependență economică totală a Romaniei față de Germania Național Socialistă.